# Cremasco
Il Cremasco (Cremàsch in dialetto cremasco) è un'area geografica situata nel cuore della Lombardia, corrispondente alla parte settentrionale della Provincia di Cremona, della quale rappresenta la zona più industrializzata e densamente abitata. Il suo centro principale è la città di Crema e attualmente costituisce una delle 4 circoscrizioni per l'impiego in cui è suddivisa la provincia cremonese.

## Storia
L'identità del territorio cremasco e dei suoi abitanti si è andata formando e consolidando intorno alla città di Crema nel corso di una storia secolare, ricca di eventi significativi e duraturi che hanno contraddistinto e caratterizzato in maniera specifica questa particolare area geografica.

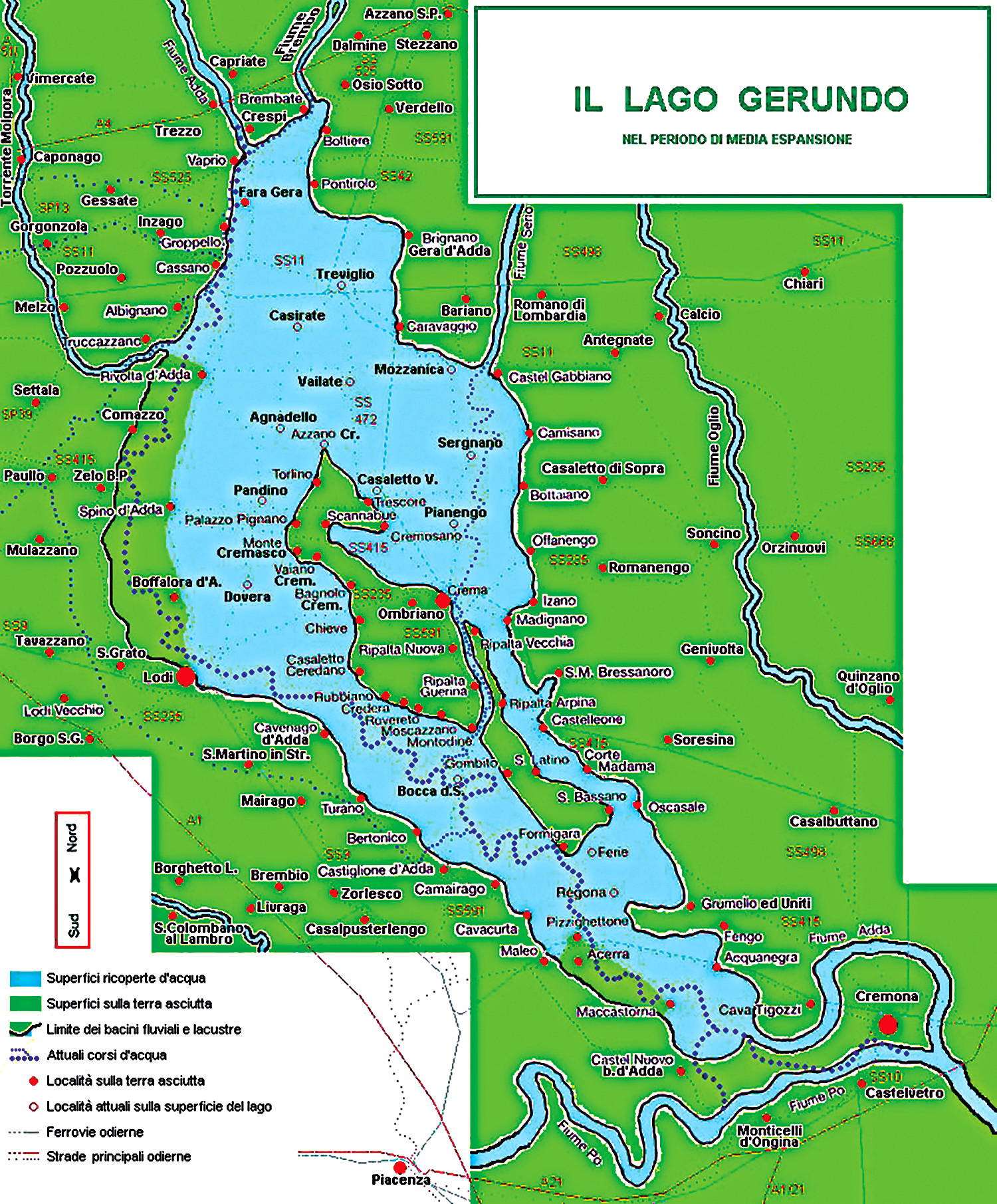
Ricostruzione cartografica del lago Gerundo.

Le prime citazioni documentarie della località di Crema risalgono all'XI secolo e, a partire dal 1084, essa è costantemente definita castrum Cremæ, cioè un castello o un borgo protetto da una cinta di mura. Se la certificazione storica di Crema è relativamente tarda, rapidissimo fu invece il suo sviluppo come centro di attrazione e di potere nell'Isola Fulcheria, il territorio dai confini mal definiti che la circondava e a cui ben si attaglia la denominazione di "isola" perché racchiuso tra i fiumi Adda e Serio il cui corso si allargava in ampie paludi, dette Lago Gerundo. La prima testimonianza scritta del nome Insula Fulchéria (o Insula Fulchérii) risale al febbraio del 1040, quando il vescovo di Cremona Ubaldo si recò alla corte dell'imperatore Enrico III per sottoporgli un documento che avrebbe concesso alla diocesi cremonese la districtio sull'Insula Fulcherii a scapito di Bonifacio III di Canossa, margravio di Toscana, che la deteneva per investitura feudale.
Fin da questa data appare evidente l'interesse di Cremona per Crema e l'Isola Fulcheria. Situati a ridosso della linea delle risorgive, in posizione dominante rispetto alle vie d'acqua e di terra, all'incrocio delle principali linee di comunicazione nord-sud ed est-ovest (Bergamo-Piacenza, Milano-Cremona, Brescia-Pavia), Crema e il Cremasco erano un territorio "in formazione", strategicamente importante seppur ancora poco appetibile e inadatto alle coltivazioni perché in massima parte ricoperto da boschi e soprattutto da paludi e acquitrini, retaggio di un antico mare o lago Gerundo e costantemente alimentati dai numerosi fontanili. L'acqua era perciò l'elemento caratterizzante di tutta la zona, racchiusa e intersecata da importanti fiumi (Adda, Tormo, Serio e Oglio) e frequentemente soggetta alle loro violente inondazioni se non addirittura a variazioni di letto. Non è escluso che proprio un cambio spontaneo o artificiale dell'alveo del Serio, avvicinandolo di molto alla nascente città di Crema, unitamente alle intense bonifiche avviate proprio in quell'XI secolo, abbiano contribuito a stimolare le mire espansionistiche delle ben più potenti città vicine (Milano e Cremona in particolare) in un periodo in cui si assiste a un generalizzato degrado degli istituti feudali e dell'economia curtense accanto al rifiorire e al ripopolarsi delle città e al rafforzarsi al loro interno dei nuovi ceti dediti all'artigianato e al commercio, quella borghesia cittadina che, organizzata in influenti corporazioni di arti e mestieri, otterrà poteri politici ed economici sempre più rilevanti fino a raggiungere un'effettiva indipendenza dal "signore" feudale e a imporre le nuove strutture comunali.
Nel 1335 Crema ed il suo territorio vennero annessi al Ducato di Milano.
A partire dal 1449 il territorio cremasco venne a far parte della Repubblica di Venezia, costituendo una quasi-exclave compresa nel Ducato di Milano; una strada fortificata e presidiata, detta "la Steccata" lo collegava al territorio bergamasco tra Castel Gabbiano e Sola.

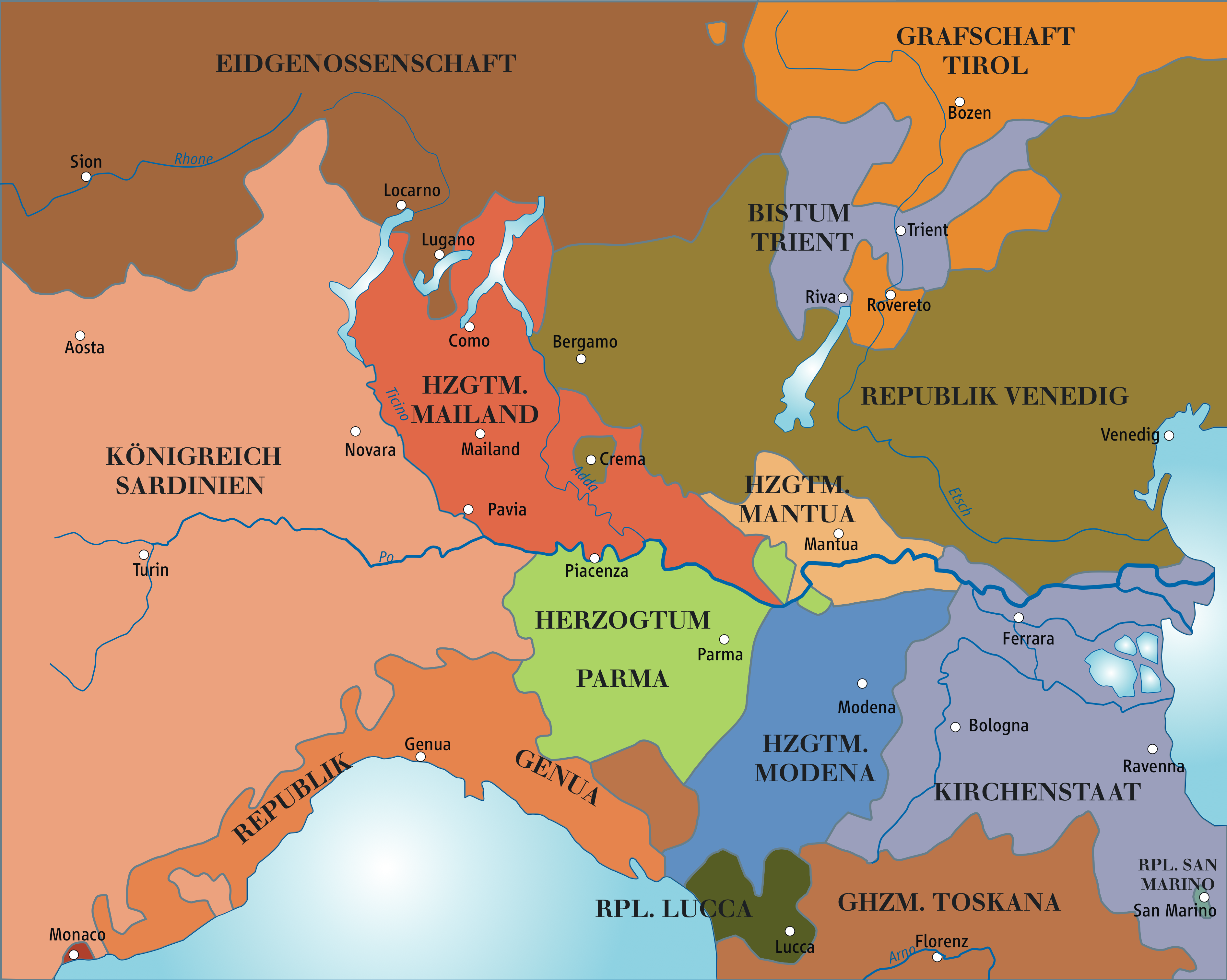
Carta (sbagliata) dell'Italia del Nord, anno 1796. In realtà il Cremasco e il Bergamasco confinavano, seppur per solo un miglio.

La Diocesi di Crema venne eretta nel 1580. I suoi confini coincidono con quelli dell'antico territorio cremasco formatosi nei secoli XI-XII come libero comune di Crema. In periodo veneziano la rappresentanza del Territorio era affidata ad un consiglio composto da un rappresentante per comune, che eleggeva quattro sindaci, uno per porta, cui era affidato il governo provinciale. A metà Settecento, solo i 28 principali comuni avevano mantenuto il diritto ad eleggere il proprio consigliere territoriale.
Per un breve periodo (dal 28 marzo 1797 al 10 luglio 1797) Crema fu la capitale della Repubblica Cremasca, che venne poi sciolta e aggregata alla Repubblica Cisalpina.
Dopo il Congresso di Vienna tale territorio passò agli austriaci che crearono il Regno Lombardo-Veneto. Crema ed il cremasco entrarono a far parte della Provincia di Lodi e Crema, una delle 9 Province Lombarde del Governo della Lombardia.
Con l'inizio del Regno d'Italia, il Cremasco, dietro richiesta inviata al Re e al governo da eminenti personalità cremasche, divenne parte della Provincia di Cremona, città tradizionalmente nemica di Crema.
Il Cremasco ha un proprio dialetto, il dialetto cremasco.
Vi sono state varie proposte di rendere il Cremasco una provincia, ma nessuna ha mai avuto successo.

## Caratteristiche
Il Cremasco è la zona più densamente industrializzata e abitata della provincia di Cremona (pur costituendo meno di un terzo del territorio provinciale, il Cremasco ha il 48% degli abitanti).
I centri principali, oltre al capoluogo Crema, sono Rivolta d'Adda, Pandino, Offanengo e Spino d'Adda.
Il Territorio Cremasco si trova all'inizio della Bassa Pianura Padana. Per la sua collocazione è ricco di risorgive e corsi s'acqua. Bonificati i terreni paludosi nel medioevo il territorio divenne fertilissimo per l'agricoltura e ricco di marcite.
Da Crema si diramano la ex Strada statale 415 Paullese Milano-Cremona, la ex Strada statale 591 Cremasca Bergamo-Piacenza e la ex Strada statale 235 di Orzinuovi Brescia-Pavia. A Castelleone, Madignano, Crema, Casaletto Vaprio e Capralba vi sono stazioni della linea ferroviaria Treviglio - Cremona.

## Il Cremasco
La definizione del Territorio Cremasco è abbastanza soggettiva, e non può servire allo scopo la Diocesi di Crema, poiché molti comuni storicamente legati a Crema sono dipendenti dalle diocesi vicine.
I criteri presi in esame per definire il Cremasco possono esser quelli di riferirsi ai territori dell'antico Libero Comune di Crema, oppure a quelli della Repubblica Cremasca, oppure a quelli della Provincia di Lodi e Crema escludendo i comuni dell'attuale Provincia di Lodi. Infine si possono considerare i territori in cui si parla il dialetto cremasco o quelli della Diocesi di Crema.
Due ulteriori criteri sufficientemente ragionevoli per identificare il Cremasco sono quelli di considerare:
1. I comuni dell'attuale Circoscrizione di Crema
2. I comuni della proposta di legge per la creazione della Provincia di Crema.

### Comuni della circoscrizione di Crema
La circoscrizione di Crema è costituita dai seguenti Comuni:
Agnadello, Bagnolo Cremasco, Camisano, Campagnola Cremasca, Capergnanica, Capralba, Casale Cremasco-Vidolasco, Casaletto Ceredano, Casaletto di Sopra, Casaletto Vaprio, Castel Gabbiano, Chieve, Credera Rubbiano, Crema, Cremosano, Dovera, Izano, Madignano, Monte Cremasco, Montodine, Moscazzano, Offanengo, Palazzo Pignano, Pandino, Pianengo, Pieranica, Quintano, Ricengo, Ripalta Arpina, Ripalta Cremasca, Ripalta Guerina, Rivolta d'Adda, Romanengo, Salvirola, Sergnano, Spino d'Adda, Torlino Vimercati, Trescore Cremasco, Vaiano Cremasco, Vailate.
Si tratta di 40 comuni per un totale 416 km² e di circa 130 000 abitanti.

### L'ipotesi di una provincia di Crema
Nel 2001 vi fu una proposta di legge per la creazione della Provincia di Crema, si tratta dei seguenti comuni:
Agnadello, Bagnolo Cremasco, Camisano, Campagnola Cremasca, Capergnanica, Capralba, Casale Cremasco-Vidolasco, Casaletto Ceredano, Casaletto di Sopra, Casaletto Vaprio, Castel Gabbiano, Castelleone, Chieve, Credera Rubbiano, Crema, Cremosano, Cumignano sul Naviglio, Dovera, Fiesco, Genivolta, Gombito, Izano, Madignano, Monte Cremasco, Montodine, Moscazzano, Offanengo, Palazzo Pignano, Pandino, Pianengo, Pieranica, Quintano, Ricengo, Ripalta Arpina, Ripalta Cremasca, Ripalta Guerina, Rivolta d'Adda, Romanengo, Salvirola, Sergnano, Soncino, Spino d'Adda, Ticengo, Torlino Vimercati, Trescore Cremasco, Trigolo, Vaiano Cremasco, Vailate.
Si tratta di 48 comuni per un totale 573,2 km² e di circa 150 000 abitanti.
Va però tenuto presente che importanti comuni, inseriti in questa proposta di istituzione della provincia di Crema, tra i quali Castelleone e Soncino, appartengono tradizionalmente al territorio cremonese. Infine, i comuni di Rivolta d'Adda e di Soncino hanno deliberato di voler uscire ufficialmente dal territorio cremasco, per costituire il territorio Rivoltano e il territorio Soncinese (a tal proposito si vedano le delibere dei rispettivi consigli comunali).

## Suddivisione storica del territorio cremasco
Nel XIV secolo, il territorio cremasco era suddiviso in comunità, dette "ville", ognuna delle quali ricadeva sotto la giurisdizione di una delle 4 porte murarie della città di Crema:
- Porta Tadini (Pianengo)
  - Azzano, Bordogna, Campagnola, Campisico, Capralba, Casaletto Vaprio, Cremosano, Farinate, Gabbiano, Pianengo, Pieranica, Quintano, Santa Maria della Croce, Sergnano, Torlino, Trescore, Trezolasco, Vairano, Vidolasco
- Porta Rivolta (Ripalta)
  - Bolzone, Castelnuovo, Credera, Madignano, Montodine, Moscazzano, Ripalta Arpina, Ripalta Guerrina, Ripalta Nuova, Ripalta Vecchia, Rovereto, San Michele, Zappello
- Porta Serio
  - Bottaiano, Camisano, Casale, Ceredella, Izano, Offanengo, Portico, Ricengo, Salvirola, San Bernardino e Vergonzana
- Porta Ombriano
  - Bagnolo, Casaletto Ceredano, Capergnanica, Cascine Capri e Cascine Gandini, Chieve, Monte, Ombriano, Palazzo Pignano, Passarera, Rubbiano con Cascine San Carlo, Scannabue, Vaiano